# 稲垣足穂
稲垣 足穂（いながき たるほ、1900年12月26日 - 1977年10月25日）は、日本の小説家。
1920年代（大正末）から1970年代（昭和後期）にかけて、抽象志向と飛行願望、メカニズム愛好、エロティシズム、天体とオブジェなどをモチーフにした数々の作品を発表した。代表作は『一千一秒物語』、『少年愛の美学』など。

## 生涯
稲垣は1900年、大阪市船場に歯科医の次男として生まれた。7歳の頃から謡曲、仕舞を習う。小学生の時、祖父母のいる明石に移住し、神戸で育つ。1914年、関西学院普通部に入学。関西学院では今東光などと同級になった。小さいころから映画や飛行機などに魅了され、その経験をその後の作品に昇華させる。在学時に同人誌『飛行画報』を創刊。
1916年、夢だった飛行家を目指し上京。当時羽田で発足したばかりの「日本飛行学校」の第一期生を志望するが、強度の近視のため飛行練習生となることは叶わなかった。これは相当なショックだったようで、一度は自殺も考えている。
1919年、関西学院卒業後、神戸で複葉機製作に携わり後に再び上京する。出版社に原稿を送った後の1921年、佐藤春夫に『一千一秒物語』の原型を送付、佐藤の知遇を得て佐藤の弟の住まいに転居した。また同年の第2回未来派美術展に『月の散文詩』を出品し入選している。1922年には『チョコレット』『星を造る人』を『婦人公論』に発表。1923年に、『一千一秒物語』を「イナガキタルホ」の筆名で金星堂より刊行、モダニズム文学の新星として注目を集めた。しかし同年、関東大震災により西巣鴨に移った。
稲垣はこの前後、雑誌『文藝春秋』『新潮』『新青年』を中心に作品を発表、単行本も『星を売る店』（1926年）、『天体嗜好症』（1928年）と数冊ほど刊行され、1926年3月には『文藝時代』の同人に加わり、新感覚派の一角とみなされた。『WC』は横光利一の絶賛を得る。『文藝時代』同人のころには、稲垣と同じく同性愛研究家でもあった江戸川乱歩と出会う。
ところが、佐藤が菊池寛の作品を褒めたことにより「文藝春秋のラッパ吹き」と佐藤を罵倒、稲垣は寄宿していた佐藤の家を飛び出し、文壇から遠ざかっていった。1930年、家郷の明石へと移り、それまでの作品を整理、浄筆して『ヰタ・マキニカリス』にまとめる作業にかかる。1934年には父の死を受け衣装店を経営し、共同経営者の使い込みが発覚してこれを単独経営にするがこれも差し押えられ、その後は家賃の未払などもあって各所を転々とする。1936年に上京し、『弥勒』などを執筆、アルコール、ニコチン中毒により執筆も滞ったが、同時期に伊藤整、石川淳と交友を結んだ。文壇から離れた後は、主に同人誌で作品を発表しつづけたが極貧の生活を送り、出版社からも距離を置かれた。
1950年、篠原志代と結婚し京都に移った。稲垣もそれまでの著作の改稿を始め、『作家』に160編など精力的に作品を発表する。佐藤没後の1968年、三島由紀夫（ちなみに、三島は『小説家の休暇』において「稲垣足穂氏の仕事に、世間はもつと敬意を払はなくてはいけない」とし、「昭和文学のもつとも微妙な花の一つである」と讃辞を送っている）の後押しで『少年愛の美学』が第4回谷崎潤一郎賞の候補となり受賞は逃したが、第1回日本文学大賞を受賞した。これに三島は「久しい間一部の好事家にだけ知られていた稲垣足穂は、今や時代のもっとも先端的な現象の一つになり、若い人たちの伝説的英雄にさえなった」と述べ、1969年から『稲垣足穂大全』（全6巻）が刊行され、一種の「タルホ」ブームが起きた。
1977年10月25日、結腸ガンで入院していた京都市東山区の京都第一赤十字病院で急性肺炎を併発し死去した。享年76。戒名は釈虚空といった。

## 評価
自身で「一種の文学的絶縁とニヒリズム」と呼ぶ『一千一秒物語』に、師の佐藤春夫は「童話の天文学者-セルロイドの美学者」という序文を書き、芥川龍之介は「大きな三日月に腰掛けているイナガキ君、本の御礼を云いたくてもゼンマイ仕掛の蛾でもなけりゃ君の長椅子には高くて行かれあしない」と寄せた。宇野浩二は「新鮮な特異な物語」と評し、星新一は「星をひろった話」について「ひとつの独特の小宇宙が形成」された「感性による詩の世界」と述べている。
ロード・ダンセイニの作品に登場する都市バブルクンドを舞台にし、南宋の『松漠紀聞』に似た題名の『黄漠奇聞』（『中央公論』1923年2月）に伊藤整は「観念の遊びを含め、アラビアンアイトの古醇な怪奇性を加え、また風刺の辛さを含めたこの作品は長く失われない味わいがある」と評した。
人間を口から肛門にいたるひとつの筒と見立てたエッセイ『A感覚とV感覚』を、独自の一元的エロス論として評価した澁澤龍彦をはじめ、他に生田耕作、土方巽、種村季弘、松山俊太郎、加藤郁乎、高橋睦郎、松岡正剛、荒俣宏など多くの人から尊敬を集めた。すべての自作を処女作『一千一秒物語』の注釈であると宣言（『『一千一秒物語』の倫理』）し、この『一千一秒物語』をはじめ、稲垣の主要な作品の殆どが何度も改稿されている。A感覚というものを軸に博引旁証と自己の原体験を紡いだ稲垣の集大成的エッセイ『少年愛の美学』は単なる少年愛論にとどまらず、独特な精神的性愛論として高く評価されている。

## 著作

### 著書
- 『一千一秒物語』金星堂、1923年1月／作家社1963年11月（復元版）／沖積舎、2007年11月（復刻版）
- 『鼻眼鏡』新潮社、1925年9月、新潮オンデマンドブックス／2001年7月（オンデマンド版）
- 『星を売る店』金星堂、1926年2月
- 『第三半球物語』金星堂、1927年3月／沖積舎、2012年10月（復刻版）
- 『天体嗜好症』春陽堂、1928年5月
- 『山風蠱』昭森社、1940年6月
- 『飛行機物語　空の日本』三省堂、1943年3月
- 『天文日本　星の学者』柴山教育出版社、1944年6月
- 『彌勒』小山書店、1946年8月
- 『宇宙論入門』新英社、1947年11月
- 『明石』小山書店、1948年4月／木村書店、1963年10月（新版再刊）
- 『ヰタ・マキニカリス』書肆ユリイカ、1948年5月／的場書房、1956年5月（100部限定・署名入り）
- 『悪魔の魅力』若草書房、1948年7月
- 『彼等(THEY)』桜井書店、1948年11月
- 『少年愛の美学』徳間書店、1968年5月、（増補改訂版）1970年4月
- 『僕の“ユリーカ”』南北社、1968年6月／沖積舎、1986年9月（改訂新版）、新装版2011年9月
- 『東京遁走曲』昭森社、1968年8月
- 『ヴァニラとマニラ』仮面社、1969年5月
- 『ヒコーキ野郎たち』新潮社、1969年10月
- 『ライト兄弟に始まる』徳間書店、1970年3月
- 『絵本・逆流のエロス』現代ブック社、1970年6月

（300部限定・アルミ製特装本・署名・スタンプ入りあり）
- 『機械学宣言　地を匍う飛行機と飛行する蒸氣機関車』仮面社、1970年7月

（中村宏との共著、300部限定・銅板製特装本あり）
- 『タルホ=コスモロジー』文藝春秋、1971年4月
- 『鉛の銃弾』文藝春秋、1972年3月
- 『パテェの赤い雄鶏を求めて』新潮社、1972年3月
- 『菫色のANUS』芸術生活社、1972年6月
- 『青い箱と紅い骸骨』角川書店、1972年10月
- 『ミシンと蝙蝠傘』中央公論社、1972年12月
- 『Ihαpos』呪物研究所、1973年9月（中村宏製作、13部限定・銅板製特装本）
- 『終末期の密教』産報、1973年9月（梅原正紀との共著）
- 『天族ただいま話し中』角川書店、1973年10月（対談集）
- 『コリントン卿登場 』美術出版社、1974年1月（野中ユリ・種村季弘との共著）

200部限定本（玻璃版画10点入り）、および30部豪華限定（玻璃版画10点＋野中ユリ作によるアクリル封入パステル画1点）も刊
- 『おくれわらび』中央公論社、1974年4月
- 『タルホ座流星群』大和書房、1973年6月
- 『男性における道徳』中央公論社、1974年6月
- 『タルホフラグメント』大和書房、1974年7月
- 『人間人形時代』工作舎、1975年1月
- 『がんじす河のまさごよりあまたおはする仏たち』第三文明社、1975年10月
- 『多留保版　男色大鑑』角川書店、1977年6月（現代語訳・350部限定・署名入り）

### 全集・選集
- 『稲垣足穂全集』（全18巻のうち7巻分のみ刊行）同全集刊行会・書肆ユリイカ、1958年4月〜1960年10月
- 『稲垣足穂大全』（全6巻）現代思潮社、1969年6月〜1960年10月（75部限定・総革製特装版あり）
- 『稲垣足穂作品集—Works of Taruho』新潮社、1970年9月／沖積舎、1984年7月（新装再刊）
- 『タルホスコープ』（全4巻）現代思潮社、1974年5月〜11月
- 『多留保集』（全8巻・別巻）潮出版社、1974年9月〜1975年10月、新装版（4冊分）1985年11月〜1987年1月
- 『タルホ・クラシックス』（全3巻）読売新聞社、1975年10月
- 『稲垣足穂全詩集』宝文館出版、1983年5月（中野嘉一編）
- 『月球儀少年：極美についての一考察』立風書房、1988年6月
- 『稲垣足穂全集』（全13巻）筑摩書房、2000年10月〜2001年10月
- 『足穂拾遺物語』青土社、2008年3月（高橋信行編）

### 文庫・新書
- 『一千一秒物語』、新潮文庫、1969年12月、改版2004年1月ほか
- 『少年愛の美学　増補改訂版』、角川文庫、1973年5月
- 『僕の“ユリーカ”』第三文明社（レグルス文庫）、1979年8月
- 『BIBLIA TARUHOLOGICA　稲垣足穂』（全12巻）河出書房新社（河出文庫）、1986年4月〜1992年5月／新装版（6冊分）、1998年12月〜1999年7月
- 『稲垣足穂詩集』思潮社（現代詩文庫）、1989年3月（『稲垣足穂全詩集』宝文館出版が底本）
- 『稲垣足穂コレクション』（全8巻、ちくま文庫）、2005年1月〜2005年8月（萩原幸子編）
- 『稲垣足穂　飛行機の黄昏』平凡社（STANDARD BOOKS）、2016年8月
- 『21世紀タルホスコープ』（全3巻、河出文庫）、2016年12月〜2017年4月
- 『稲垣足穂詩文集』講談社文芸文庫、2020年3月（上記「現代詩文庫版」が底本）
- 『我が見る魔もの　稲垣足穂怪異小品集』平凡社ライブラリー、2024年7月（東雅夫編）

### その他編集本・再刊本
- 『美しき学校』北宋社、1978年7月
- 『イナガキタルホ詩集』名古屋豆本、1982年2月
- 『タルホと多留保』沖積舎、1986年7月、新装版2007年9月（『タルホ・コスモロジー』に志代夫人著『夫稲垣足穂』を加えたもの）
- 『緑の陰』沖積舎、1987年6月
- 『東京きらきら日誌〜タルホ都市紀行〜』潮出版社、1987年8月
- 『【初版再録】一千一秒物語』木馬舎、1987年11月
- 『生活に夢を持っていない人々のための童話』第三文明社、1988年3月
- 『タルホ神戸年代記』第三文明社、1990年4月
- 『一千一秒物語』透土社、1990年5月
- 『タルホ逆流事典』国書刊行会、1990年5月（高橋康雄編）
- 『飛行機物語』第三文明社、1990年6月
- 『【TARUPHO VARIANT 1.】稲生家=化物コンクール』人間と歴史社、1990年9月
- 『【TARUPHO VARIANT 2.】びっくりしたお父さん』人間と歴史社、1991年5月
- 『星の都』マガジンハウス／1991年5月
- 『タルホ大阪・明石年代記』人間と歴史社／1991年7月
- 『ちくま日本文学全集　稲垣足穂』筑摩書房、1991年9月／『ちくま日本文学016　稲垣足穂』ちくま文庫、2008年5月
- 『タルホ・フューチュリカ』ボイジャー・ジャパン、1993年6月（エキスパンド・ブック、のち電子書籍）
- 『日本幻想文学集成22　稲垣足穂』国書刊行会、1993年8月
- 『花月幻想』立風書房／1994年3月
- 『一千一秒物語』リブロポート、1994年6月／ブッキング、2003年11月（絵・たむらしげる）
- 『足穂映画論』フィルムアート社、1995年10月
- 『One Thousand and One-Second Stories』Sun & Moon Press(USA), 1998年7月／Green Integer Books(USA), 2011年8月（英訳版）
- 『一千一秒物語 タルホと遊ぶ』朝日クリエ、2011年9月（画：楠千恵子）

### 銅版画集
- 『一千一秒物語：有元利夫銅版画集』新潮社、1984年5月（75部限定・有元利夫作銅版画全7葉）
- 『一千一秒物語：大月雄二郎銅版画集』番町書房、1986年4月（55部限定・大月雄二郎作銅版画全11葉）
- 『チンハット氏とデドメン君の銷夏法』ギャラリーハム、1993年10月（50部限定・梅木英治作銅版画全5葉）
- 『一千一秒物語：梅木英治銅版画集』沖積舎、2007年（50部限定・梅木英治作銅版画5葉）

### 雑誌特集号
- 『別冊新評・稲垣足穂の世界』新評社、1977年4月
- 『遊　野尻抱影・稲垣足穂　追悼特別号』工作舎、1977年12月
- 『ユリイカ 特集：稲垣足穂&Twinkling Stars』1987年1月号　青土社
- 『別冊幻想文学　タルホ・スペシャル』幻想文学会出版局、1987年12月
- 『太陽　特集：稲垣足穂の世界』1991年12月号　平凡社
- 『鳩よ！ 特集：稲垣足穂—天族作家とただいま交信中』1992年7月号　マガジンハウス
- 『彷書月刊 特集：イナガキタルホとモダニズム』1997年2月号　弘隆社
- 『美術の窓 211号　特集『一千一秒物語』稲垣足穂—サンプリングの錬金術』生活の友社、2001年4月
- 『季刊・ブッキッシュ１　特集☆稲垣足穂』ビレッジプレス、2002年5月
- 『カプリチオ第20号　特集☆タルホ感覚嗜好症』二都文学の会・言海書房、2005年1月
- 『ユリイカ 号 総特集：稲垣足穂』2006年9月臨時増刊号　青土社

## 受賞
- 1960年 第4回作家賞
- 1969年『少年愛の美学』 第1回日本文学大賞